# Rhododendron macabeanum
Rhododendron macabeanum är en ljungväxtart som beskrevs av David Allan Poe Watt och I. B. Balf. Rhododendron macabeanum ingår i släktet rododendron, och familjen ljungväxter. Inga underarter finns listade i Catalogue of Life.